# Potosí
Potosí (Quechua P'utuqsi: Lärm) ist eine Stadt im südlichen Zentralbolivien. Sie ist die Hauptstadt des gleichnamigen Departamento Potosí und hat knapp 175.000 Einwohner. Sie liegt am Fuß des Berges Cerro Rico (dt. Reicher Berg), dessen Silberreichtum Potosí im frühen 17. Jahrhundert zu einer der größten Städte der Welt machte und von dessen Silber- und Zinnvorkommen die Stadt noch heute abhängig ist.

## Lage und Geografie

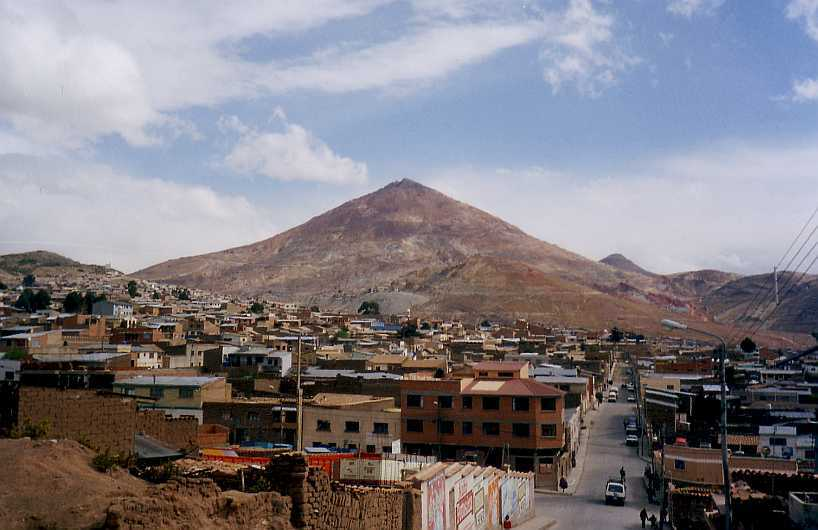
Stadt Potosi mit Cerro Rico

Potosí liegt zwischen 3976 m und 4070 m Seehöhe auf der Hochebene des Altiplano, in einer kargen, steppenhaften Gegend. Die Stadt gehört zu den höchstgelegenen Großstädten der Welt. Die Stadt ist zentraler Ort des Municipios Potosí in der Provinz Tomás Frías.
Das Klima ist den Kalttropen zuzurechnen, es ist ein sogenanntes Tageszeitenklima, bei dem die Temperaturunterschiede zwischen den Jahreszeiten wegen der hohen Lage und des trockenen Klimas deutlich geringer ausfallen als die zwischen Tag und Nacht (normalerweise zwischen 15 °C und 25 °C Unterschied). Man findet also meist angenehm warme Tagestemperaturen, in der Nacht aber Werte, die selbst im südhemisphärischen Sommer um den Nullpunkt liegen. Potosí hat eine markante Regenzeit zu den Jahreswechseln, während der Jahresmitte herrscht dagegen oft Wassermangel (siehe Klimadiagramm Potosí).

## Geschichte

### 16. bis 18. Jahrhundert
Schon die Inka hatten am Cerro Rico Silber fördern lassen. Am 10. April 1545 als Bergbausiedlung von Diego Centeno, einem treuen Gefolgsmann von Pedro de la Gasca, gegründet, erreichte Potosí bald eine sagenhafte Blüte. Schon 1553 wurde es deshalb zur Villa Imperial, zur Reichsstadt. Es war die Hauptquelle des spanischen Silbers mit bedeutender Münzprägung. Mit dem Bau der Casa Real de la Moneda, der königlichen Münze, wurde 1572 begonnen. Die spanischen Kolonisatoren holten riesige Edelmetallmengen aus der Mine, die sie in die ganze Welt verschifften. Als Konsequenz des vergrößerten Angebots kam es zu einer deutlichen Verringerung des Silberwerts unter anderem in China und Europa. Diese ging als Preisrevolution bzw. als Silber-Inflation des 16. Jahrhunderts in die Geschichte ein. Die Beobachtung von sinkenden Geldwerten führte zur wichtigen inflationstheoretischen Entwicklung der Quantitätstheorie des Geldes, die noch heute eine wichtige Rolle in den Überlegungen der Geldpolitik spielt.

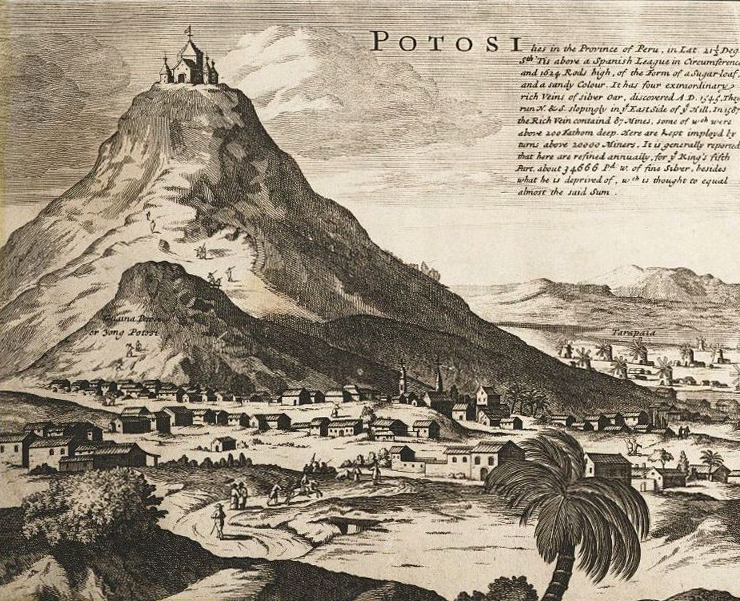
Detail aus einer um 1715 entstandenen Südamerikakarte von Herman Moll

Der Reichtum der Mine spülte ungeheure Menschenmassen in die unwirtliche Hochgebirgssteppe um den Cerro Rico. Gegen 1611 war Potosí mit 150.000 Einwohnern zu einer der größten Städte der Welt aufgestiegen, wobei ca. 13.500 Menschen unter Tage Silber fördern. Da in der kargen, kalten, feuchten Umgebung der Puna auf 4000 m über dem Meeresspiegel keine Landwirtschaft möglich ist und eine relativ kaufkräftige große Einwohnerzahl versorgt werden musste, entstand eine völlig andersartige Sozialstruktur: Der größte Teil der Bevölkerung beschäftigte sich mit dem Heranschaffen und Handeln von Lebensmitteln und anderen Gütern, wie Bau- und Brennholz, Schwarzpulver, Coca und dem Abtransport des Silbers auf weite Distanzen.
Am 3. März 1626 brach der San-Ildefonso-Damm eines Absetzbeckens der Silberminen. Die schlammige Flutwelle überflutete große Teile der drei Kilometer unterhalb gelegenen Stadt. Es gab dabei nach verschiedenen Angaben 2.000 bis 4.000 Tote. Damit verbunden war eine Umweltkatastrophe durch Quecksilber, das bei der Silbergewinnung unverzichtbar war. Die Flutwelle ergoss sich in den Río Pilcomayo im Einzugsgebiet des Rio de la Plata.
Nach einem ersten Projekt im Jahr 1757 wurde 1779 eine Bergakademie gegründet, die jedoch nur bis 1782 bestand.

### Symbolwert
Obwohl die mexikanischen Silbervorkommen 1548 in Guanajuato, 1549 in Taxco de Alarcón, 1551 in Pachuca, 1555 in Sombrerete, 1563 in Durango, 1569 in Fresnillo und 1600 in Zacatecas zusammen mehr als Potosí förderten, konnten sie sich nicht mit der größten Silbermine des Spanischen Reichs messen.
Potosí war jahrhundertelang ein Synonym für Reichtum. Im Spanischen gibt es immer noch die Redensart vale un Potosí für: „Es ist ein Vermögen wert“. Diese Redensart stammt aus dem Buch Don Quijote de la Mancha von Miguel de Cervantes.
Nach 1800 erschöpfte sich das Silber allmählich, stattdessen wurde Zinn das Hauptprodukt. Dies führte zu einem langsamen wirtschaftlichen Niedergang, der so gut wie das ganze Land erfasste. Doch noch heute schürfen die mineros, die Bergleute, unter haarsträubenden Sicherheits- und Umweltbedingungen Silber und Zinn in Genossenschaften.
Die mexikanische Stadt San Luis Potosí wurde nach Potosí benannt, da dort gleichfalls Silberfunde gemacht wurden und eine ähnlich hohe Ausbeute wie in Potosí erhofft wurde. Außerdem wurde nach der Stadt die deutsche Fünfmastbark Potosi benannt.

### Soziale Auswirkungen des Silberbergbaus
Die indigenen Zwangsarbeiter, die vielfach nicht aus dem Hochgebirge stammten, kamen zu Tausenden in den Minen zu Tode. Sie wurden trotz der dünnen Luft des Hochgebirges zu Höchstleistungen unter riskanten Bedingungen angetrieben. Der Verlust von Menschenleben wurde von der spanischen Bürokratie, die die jährlichen Fördermengen und Ablieferungen nach Sevilla zu leisten hatte, in Kauf genommen. Wie hoch die menschlichen Verluste tatsächlich waren, ist ein in der Wissenschaft umstrittenes Thema, denn weder die Zahlen der indigenen Bevölkerung vor, noch bei Eroberungsbeginn sind bekannt. Nicolás Sánchez Albornoz und Ruggiero Romano weisen daher auf starke Schwankungen bei den Berechnungen des demografischen Rückgangs hin. Im Rahmen dieser Diskussion entwickelte sich die so genannte leyenda negra über viele Millionen toter Bergleute. So veranschlagt Eduardo Galeano „8 Mio. Leichen von Indianern“ als die Kosten des Silberbergbaus. Der spanische Versuch, schwarze Sklaven einzuführen, scheiterte an der sauerstoffarmen Höhenluft. Die meisten starben, bevor sie unter Tage eingesetzt wurden. Der Vizekönig von Perú Graf Lemos schrieb 1699 nach einem Besuch des Bergwerks an den Indienrat: „Nach Spanien wird nicht Silber, sondern Indianerblut und Indianerschweiß verschifft.“ 1719 raffte der Typhus allein in Potosí 22.000 Menschen in zehn Monaten dahin.

### 19. Jahrhundert
Während des Unabhängigkeitskrieges 1809 bis 1825 gelangte Potosí mal in die Hände der Kolonialarmee, mal in die Hände der patriotischen Befreiungsarmee. Schwere Fehler der Ersten Argentinischen Unterstützungsarmee unter dem Kommando von Juan José Castelli verminderten das Verständnis für die Notwendigkeit der Unabhängigkeit und förderten Ressentiments gegen die Argentinier. Während dieser Besetzung griffen Chaos und Gewaltexzesse um sich, so dass die Zustände in Potosí so verworren wurden, dass die Stadt nicht mehr zu verteidigen war.
Als die Zweite Unterstützungsarmee eintraf, wurde sie gut empfangen, und ihr Kommandant Manuel Belgrano unternahm einiges, um die Wunden zu heilen, die das tyrannische Verhalten Castellis hervorgerufen hatte. Als die Armee gezwungen war, sich zurückzuziehen, traf Belgrano die kalkulierte Entscheidung, die Casa de la Moneda zu sprengen. Die Ablehnung der örtlichen Verantwortlichen, die Casa de la Moneda zu evakuieren, hätte viele Verletzte zur Folge gehabt, aber die Zündschnur war bereits entzündet. Die Katastrophe wurde nicht durch die Argentinier abgewendet, die bereits auf der Flucht waren, sondern durch örtliche Kräfte, die die Zündschnur löschten. Mit einem Schlag waren die freundlichen Beziehungen, die Belgrano mühsam aufgebaut hatte, wieder zerstört. Zwei oder mehr Expeditionen der Argentinier waren nötig, um von Potosí wieder Besitz zu ergreifen.

### 20. Jahrhundert
1952 wurde der Bergbau während der Regierungszeit des Movimiento Nacionalista Revolucionario (Movimiento Libre) MNR von Víctor Paz Estenssoro verstaatlicht und die Corporación Minera de Bolivia gegründet.
Die Silberspekulation der Brüder Hunt führte im Jahre 1980 zu einem dramatischen Preissturz für Silber. Zahllose Bergleute in Potosí und anderen Silberbergwerken wurden über Nacht arbeitslos. Auch der ohnehin hochverschuldete bolivianische Staat konnte unter dem Druck des IWF und der Weltbank nichts Wesentliches zur Entschärfung beitragen. 1985 übernahmen 45 Kooperativen die Schürfrechte im Cerro Rico. Noch 1989 betrug die Kindersterblichkeitsrate bis zum 5. Lebensjahr 135 pro 1.000, die Analphabetenquote 30 %. Nur 48 % erhielten ihr Trinkwasser aus einer Wasserleitung (obwohl in der kargen Höhe von Potosí Brunnen und Quellen eine Seltenheit sind) und 38 % verfügten über Elektrizität. Durch den stark rückläufigen Bergbau sind die ursprünglich für seinen Transport gebauten Bolivianischen Eisenbahnen, die vom Hochland an die chilenische Küste führten, unrentabel geworden. Der Staat verkaufte auch sie an Privatunternehmen, die sie nach vergeblichen Sanierungsversuchen nach und nach stilllegten.

## Bevölkerung heute

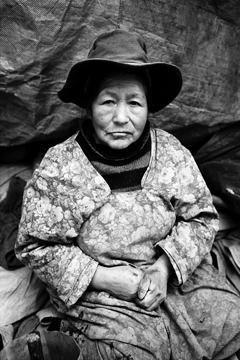
Witwe aus den Minen, Potosí, 2004, Foto: Manuel Rivera-Ortiz

Die Einwohnerzahl der Stadt ist in den vergangenen dreieinhalb Jahrzehnten auf mehr als das Doppelte angestiegen:
| Jahr | Einwohner | Quelle       |
| ---- | --------- | ------------ |
| 1976 | 77.233    | Volkszählung |
| 1992 | 112.291   | Volkszählung |
| 2001 | 132.966   | Volkszählung |
| 2012 | 174.973   | Volkszählung |
| 2024 |           | Volkszählung |

Die Region weist einen hohen Anteil an Quechua-Bevölkerung auf, im Municipio Potosí sprechen 75,4 Prozent der Bevölkerung Quechua.

## Sehenswürdigkeiten
Das Zentrum von Potosí ist durchgehend im Kolonialstil gehalten und stammt fast vollständig aus dem 17. und 18. Jahrhundert. Die z. T. aufwändigen und prächtigen Bauten werden nach wie vor gut instand gehalten und sind eine der größten Touristenattraktionen der Stadt. Die bekanntesten sind das Kloster Santa Teresa, die Kathedrale des Bistums Potosí an der zentralen Plaza 10 de Noviembre, und die Casa de la Moneda (das Königliche Schatzhaus), die auch ein Museum beherbergt. Weiterhin sehenswert sind die barocken Kirchen, unter anderem La Compañía, San Francisco, San Lorenzo und San Martín.
Seit 1987 sind die kolonialen Bauten Potosís Teil der UNESCO-Liste des Weltkulturerbe. Dazu gehören auch die alten Industriebauten, insbesondere die Anlagen der Wasserhaltung, und die Arbeiterquartiere der barrios mitayos. Im Juni 2014 wurde der Schutzbereich um den Cerro Rico aufgrund der Gefährdung durch das unkontrollierte Minen- und Abbaussystem erweitert und damit in die Liste der gefährdeten Stätten aufgenommen.
Die Peripherie der Stadt, insbesondere die nahe dem Cerro Rico gelegenen Viertel, ist dagegen ärmlich und uniform von der Adobe-Bauweise geprägt. Wirkliche Elendsviertel gibt es jedoch keine.
Erwähnenswert ist der in der Stadt gelegene Mercado de los Mineros, der Markt der Bergleute. Dort kann ein jeder hochexplosiven Sprengstoff ebenso wie 96-prozentigen Alkohol erwerben. Er gilt als der einzige öffentliche Markt der Welt, auf dem man legal Dynamit kaufen kann.
Ebenfalls sehenswert: Die unweit der Stadt gelegenen heißen Quellen an der Vulkanlagune in Tarapaya, auch el ojo del Inca – das Inkaauge – genannt, sowie die koloniale Hacienda von Cayara und die für die Wasserversorgung angelegten künstlichen Seen „Lagunas Kari Kari“ oberhalb der Stadt.

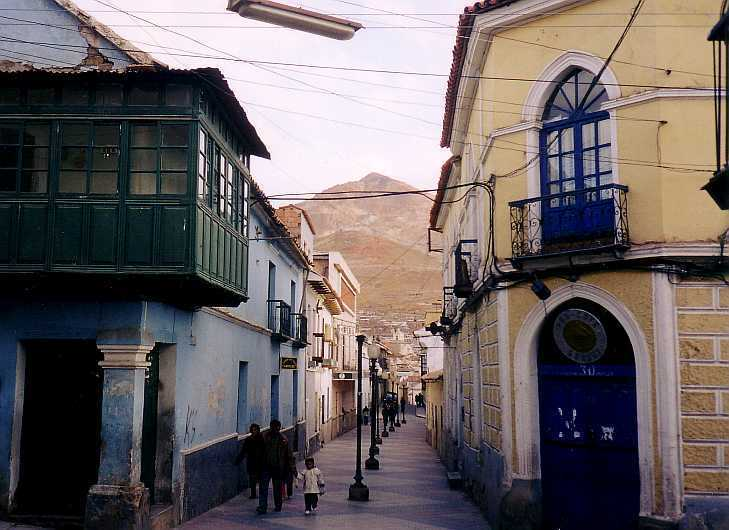
Gasse in Potosí mit Cerro Rico
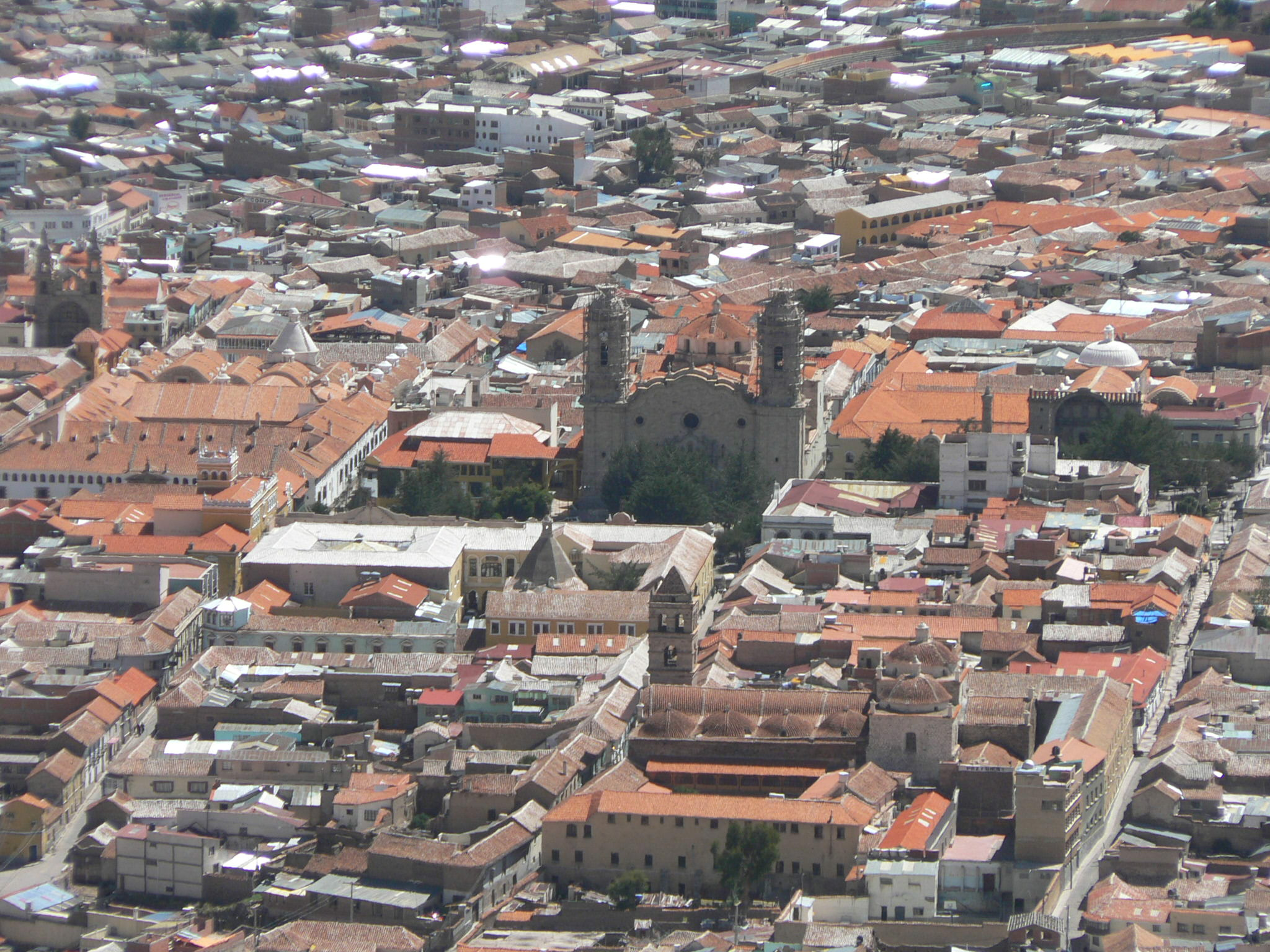
Blick auf das koloniale Stadtzentrum von Potosí
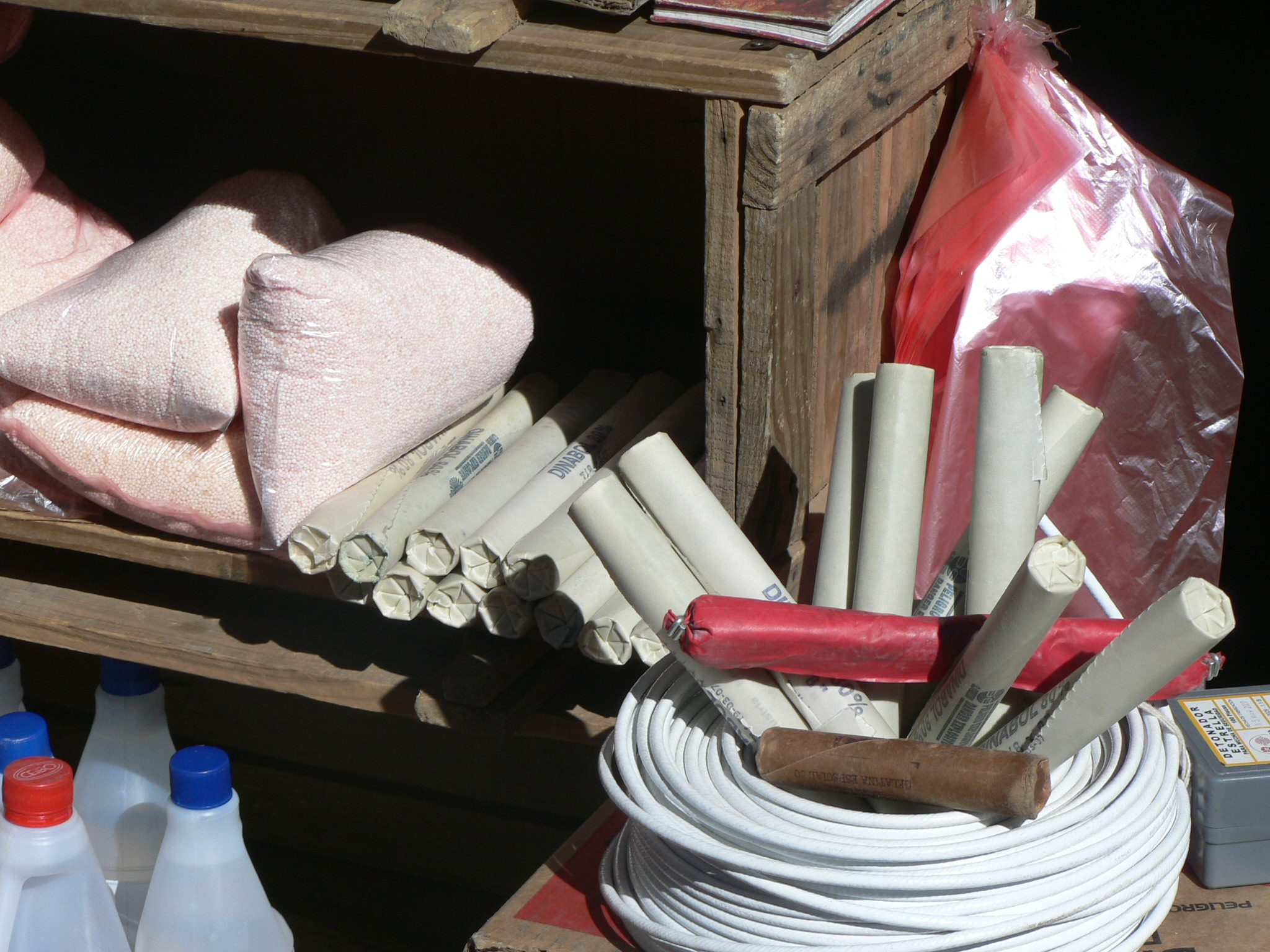
Dynamit auf dem Mercado Minero
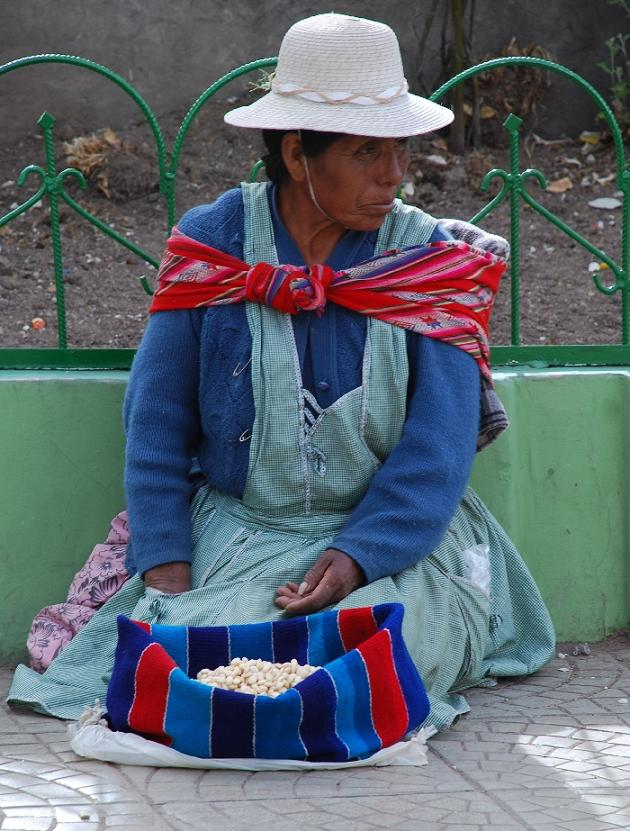
Eine Frau verkauft Bohnen auf der Straße, Potosí
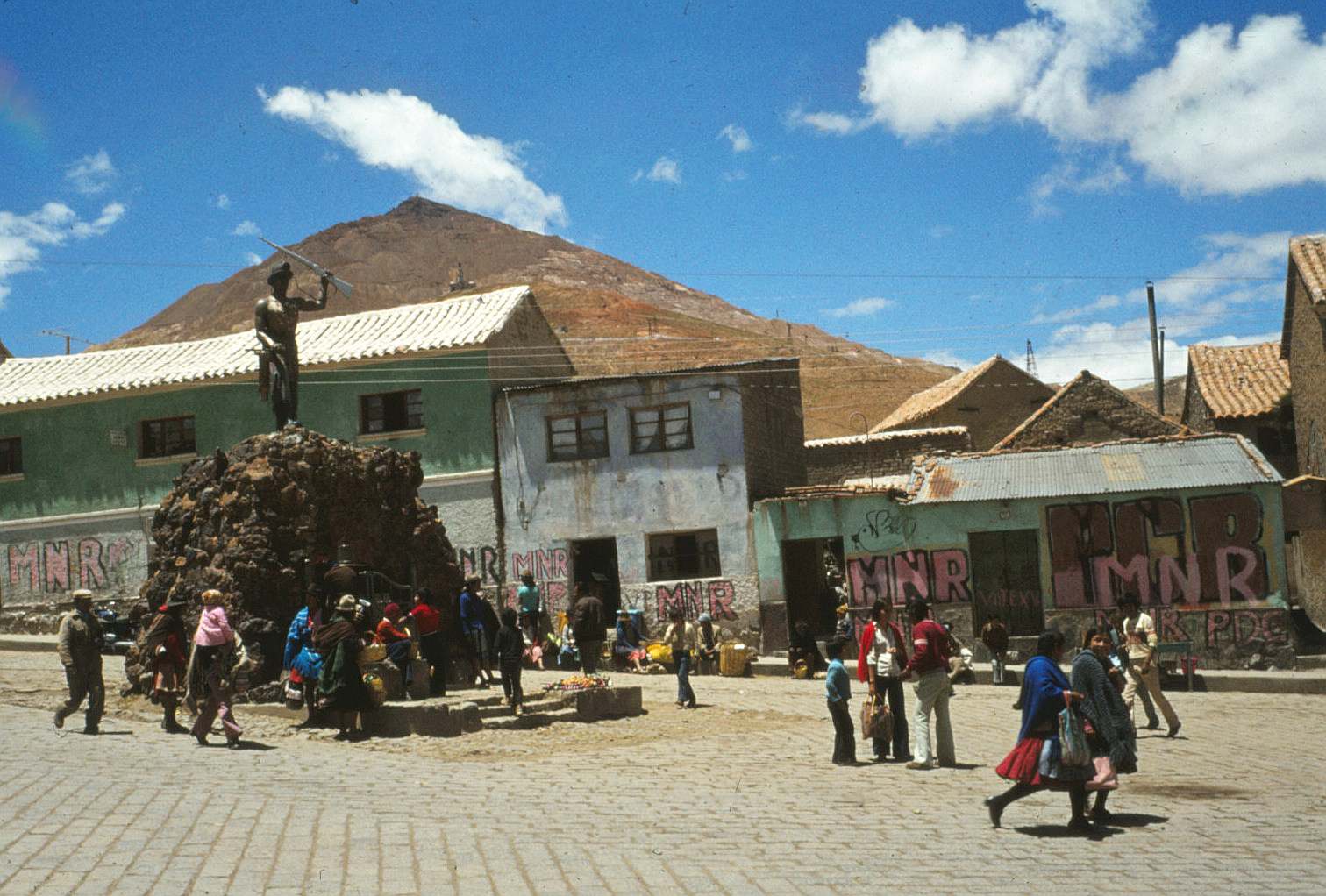
Denkmal „El Minero“

## Wirtschaft

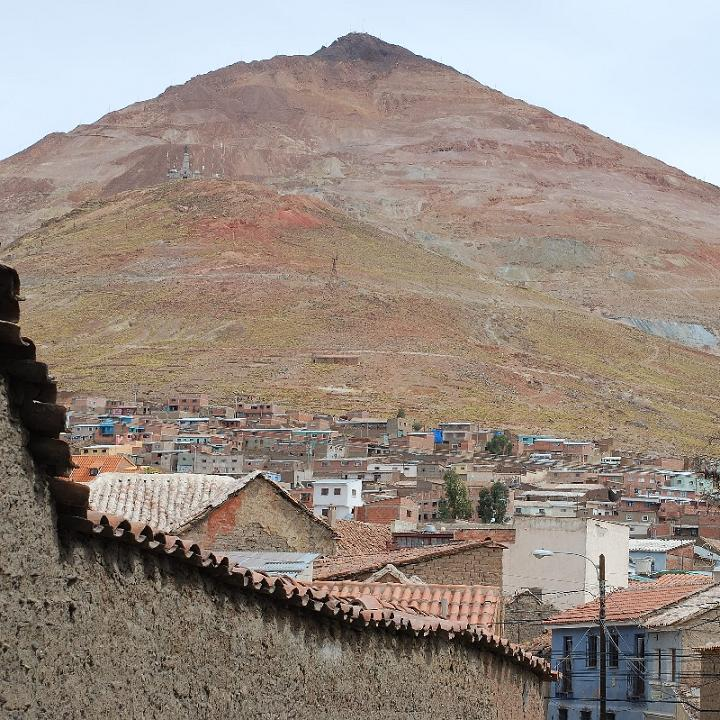
Übertage-Bergbau in Potosí

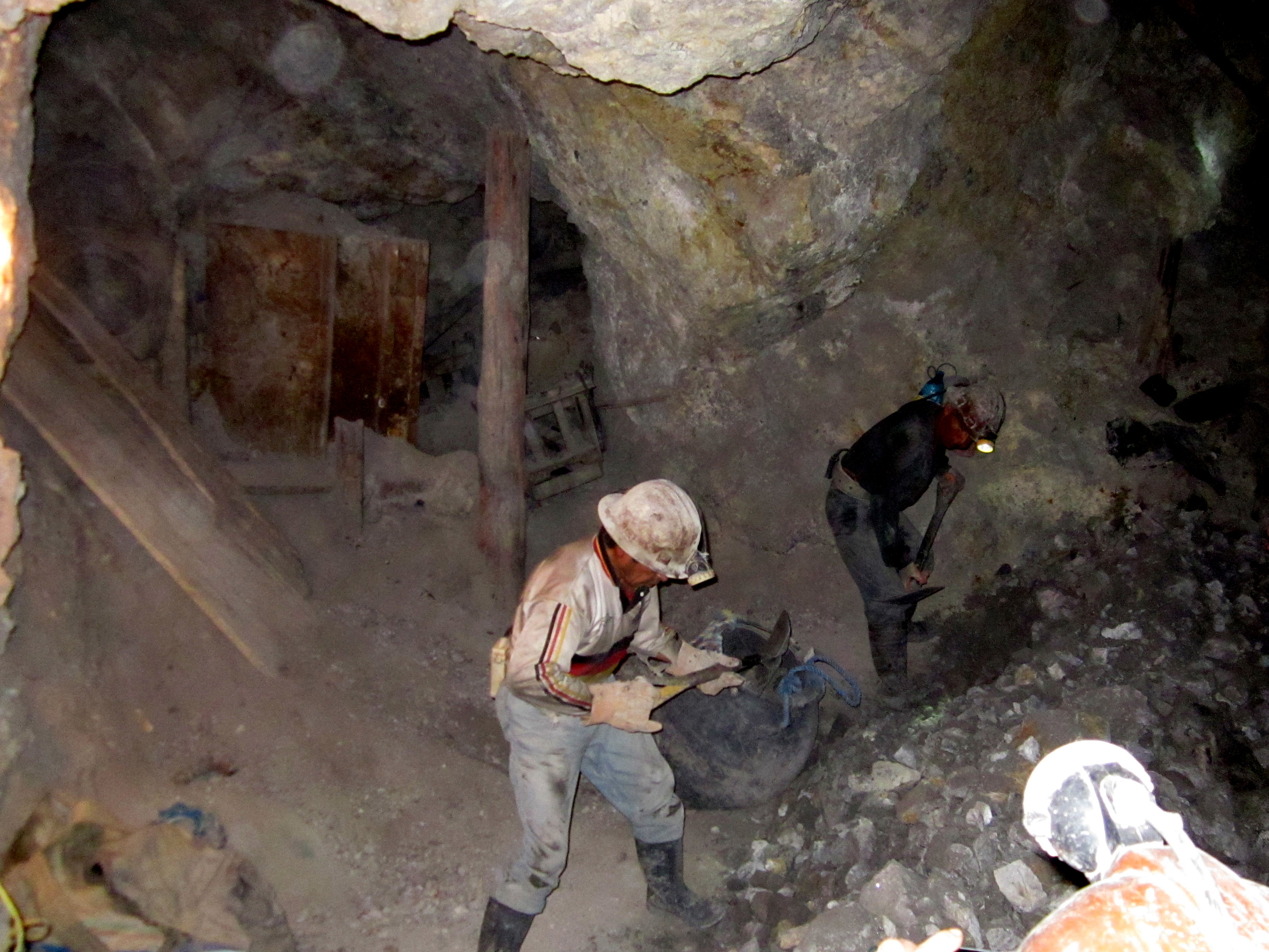
Im Bergwerk Rosario

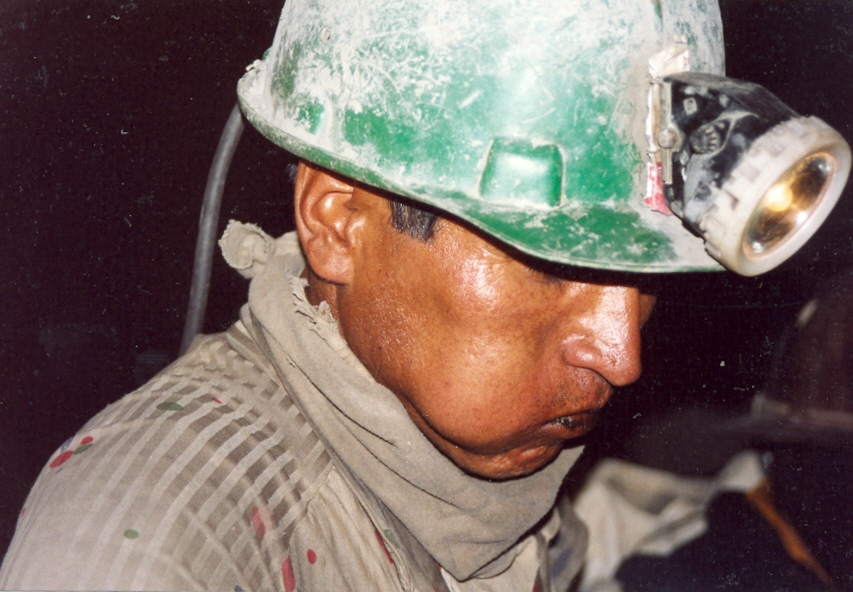
Ein Kokablätter kauender Bergmann in den Silberminen von Potosí.

Der Haupteinkommenszweig von Potosí ist weiterhin der Bergbau am Cerro Rico. Abgebaut werden hauptsächlich Zinn, Kupfer und Silber. Berüchtigt sind nach wie vor die Arbeitsbedingungen in den Minen, die sich auf einem niedrigen Technologie- und Sicherheitsniveau befinden und nicht selten zu schweren Gesundheitsschäden (z. B. Staublunge) bei den Arbeitern führen. Noch heute sterben viele Bergarbeiter (span. Minero) an Staublunge und Unfällen, zum Beispiel durch Explosionen. Nur die wenigsten Arbeiter besitzen eine Schutzmaske oder sonst irgendeine Art von Schutzkleidung. Die Bergarbeiter und Führer durch die Minen berichten davon, dass sehr wenige Mineros mehr als 10 Jahre regelmäßig in den Minen arbeiten können und deren Lebenserwartung etwa 45–50 Jahre beträgt.
Für Touristen werden geführte Touren in verschiedene Stollen angeboten, die ca. 1 bis 3 Stunden dauern. Den Bergarbeitern im Stollen werden von den Touristen Getränke und Dynamit mitgebracht, letzteres ist in Potosi frei verkäuflich.
Obwohl Kinderarbeit in Bolivien offiziell verboten ist, arbeiten in der Mine noch heute angeblich einige tausend Kinder. Die Notwendigkeit der Kinderarbeit habe hier Priorität vor dem Gesetz. Auch vor Touristen wird die Kinderarbeit in keiner Weise vertuscht, im Gegenteil.
Neben dem Bergbau gibt es in der Stadt etwas Industrie (Metallverarbeitung, Textilindustrie) sowie Dienstleistungsgewerbe. Auf dem aufsteigenden Ast ist der Tourismus, da nicht nur die Minen und die Bauwerke im Zentrum, sondern auch mehrere Berge in der Umgebung sowie Thermalquellen für Besucher attraktiv sind. Dennoch gilt Potosí nach wie vor nicht als Boomtown, sondern eher als relativ arme Stadt in Bolivien.

## Kultur
Potosí besitzt trotz seiner relativ geringen Größe ein reges Kultur- und Nachtleben, es hat mehrere Theater und Kunstgalerien sowie eine beachtliche Anzahl von Diskotheken, Folklore-Peñas und Pubs. Weiterhin besitzt Potosí eine Universität, die auch ein Museum beherbergt.
Ende August wird jedes Jahr das Fest Ch’utillos (auch: Fiesta de San Bartolomé) gefeiert. Das Fest dauert drei Tage, am ersten Tag pilgern Gläubige zu einem Schrein, um zum heiligen Bartholomäus zu beten, am zweiten und dritten Tag gibt es in der Stadt Festumzüge, bei denen ähnlich wie beim Karneval von Oruro eine große Anzahl traditioneller bolivianischer Tänze gezeigt werden.
2023 wurde es von der UNESCO in die Repräsentative Liste des immateriellen Kulturerbes der Menschheit aufgenommen.

## Verkehr
Potosí ist Schnittpunkt der überregionalen Nationalstraßen Ruta 1 und Ruta 5, die als Nebenrouten des Panamericana-Netzwerks die Stadt mit Tupiza, Tarija, Villazón und der Grenze zu Argentinien im Süden sowie mit Sucre und La Paz im Norden verbinden. Busverbindungen gibt es in alle wichtigen Großstädte Boliviens sowie in die vor allem von ausländischen Touristen besuchte Stadt Uyuni, die als Ausgangspunkt für Touren über den Salar de Uyuni und die Wüsten im Südwesten des Departamentos dient.
Die Bahnlinie von Oruro nach Sucre führt über Potosí. Zwischen Potosí und Sucre bestand bis in die 2000er Jahre eine Passagierverbindung mit einem Ferrobus. Die Bahnlinie von Potosí nach Westen endet in Río Mulato an der Hauptbahnstrecke auf dem Altiplano, ist jedoch auch nicht mehr in Betrieb.
Vom Flughafen Potosí werden seit Anfang Mai 2015 wöchentlich wieder zwei Linienflüge nach La Paz (über Uyuni) durchgeführt. Der nächstgelegene öffentliche Flughafen mit deutlich mehr Verbindungen in andere bolivianische Städte ist der von Sucre (80 Kilometer Luftlinie nordöstlich).

## Partnerstädte
Potosí unterhält Partnerschaften mit folgenden Städten:
- Cusco, Peru (seit 22. Juni 1998)[14]

## Söhne und Töchter der Stadt
- Sebastián Ágreda (1795–1875), General und Präsident von Bolivien
- Tomás Frías Ametller (1804–1884), Präsident von Bolivien
- Daniel Campos (1829–1902), Entdecker, Autor und Politiker
- Eduardo Caba (1890–1953), Komponist und Musikpädagoge
- Cecilio Guzmán de Rojas (1899–1950), Maler
- Armando Alba Zambrana (1901–1974), Politiker und Diplomat
- Florencio Pozadas (1939–1968), Komponist
- Yerko Andrés Kukoc del Carpio (1954–2011), Politiker